# Joseph Terhec
Joseph Terhec, né le 5 janvier 1995 à Alençon, est un judoka français évoluant dans la catégorie des poids lourds (+100 kg).

## Carrière
Terhec commence le judo à l’âge de 8 ans au Judo Club de Carrouges avant de rejoindre le groupement le club Orne Judo pour les compétitions. Terhec devient double champion de France en 2014 et 2015 dans la catégorie des -100 kg. Gendarme de réserve, il est également champion de France militaire mi-lourds en 2014  et médaillé de bronze aux championnats d’Europe juniors en 2015.
En 2016, il change de club pour rejoindre Sucy Judo en région parisienne. En 2017, il monte sur la troisième marche du podium aux championnats de France 2017. En 2018, il est champion du monde militaires seniors en -100kg.
En 2019, il passe dans la catégorie supérieure des poids lourds (+100kg), une catégorie dominée sur la scène internationale par compatriote Teddy Riner ; il est sacré champion de France. En 2020, il fait sensation en battant aux pénalités Riner en quarts de finale des championnats de France par équipes.
Depuis septembre 2021, il rejoint le club de l’ARAM Judo de Saint-Raphaël dans le Var. Cette année-là, il est vice-champion de France poids lourds battu par Riner en finale et obtient une médaille de bronze au Tournoi Grand Chelem de Paris.
À 26 ans, le Normand est sélectionné pour la première fois pour participer aux championnats d'Europe de judo qui se sont déroulés en mai 2022 à Sofia : il est toutefois sorti dès son premier combat par l'Allemand Johannes Frey, futur médaille d'argent.
Lors des Championnats du monde de judo 2022, Terhec est appelé en équipe de France à la suite du forfait de Teddy Riner. Dans son tournoi individuel, il s'incline au troisième tour face contre l'Iranien Temur Rakhimov, numéro un mondial ; dans le tournoi par équipe mixte, il est médaillé d'argent avec la France en ayant concédé une défaite en finale lors du match 3 face à Hyoga Ota.
Le 15 juillet 2024, il est mis à l’essai au sein de l’équipe professionnelle de rugby à 15 du C.A.Brive-Corrèze-Limousin (proD2) en tant que pilier.